# Koninklijke Hockey Club Dragons
Koninklijke Hockey Club Dragons, kortweg Dragons met een Franse uitspraak (drʁagõ), is een Belgische hockeyclub uit Brasschaat. 

## Geschiedenis
Dragons werd opgericht op 30 oktober 1946 in Café Royal te Berchem. Na op verschillende accommodaties te hebben gespeeld (onder meer in Wilrijk, Deurne en Edegem), trok de nog jonge club in 1961 naar de huidige terreinen in het park van Brasschaat. Sinds 1976 is ze bij de KBHB aangesloten onder het stamnummer 704. 
Midden jaren tachtig werd het eerste kunstgrasveld in gebruik genomen en in 1992 werd het tweede. Tijdens het 50-jarig bestaan van de club op 26 oktober 1996 verkreeg het het predicaat Koninklijk. In 1997 werd het eerste waterveld in gebruik genomen. Op 16 mei 2013 werd het derde veld (en tweede waterveld) in gebruik genomen. Tevens werd het tweede veld voorzien van een sproei-installatie waardoor het een semi-waterveld werd. Na het organiseren van de 3de ronde van de  World League in 2015, kon de club een vierde (derde watervelden) aanleggen op de voormalige terreinen van honkbalclub Brasschaat Braves.
De club speelt zowel bij de dames als de heren op het hoogste niveau. De heren werden meermaals landskampioen, de dames eenmaal. Het mannenteam strijdt sinds 1986 op het hoogste niveau van de Belgische hockeybond, de Hockey League. Na vijf titels rond de eeuwwisseling (1997, 1999, 2000, 2001 en 2003) moesten de Dragons zeven jaar wachten op een nieuwe titel. In 2010 werden ze onder leiding van de Australische coach, Colin Batch kampioen door in de finale van de play-offs Racing Brussel te verslaan. Sindsdien speelden ze telkens de play-offs van het kampioenschap. Daarin behaalden de Dragons verschillende malen de finales en pakten ze zeven landstitels (2010, 2011, 2015, 2016, 2017, 2018 en 2021). 
Door de landstitel in 2010 mocht de club het daaropvolgende seizoen voor het eerst aantreden in de Euro Hockey League. Op het hoogste Europese toneel verraste de Brasschaatse club meteen. In de poulefase versloeg het titelverdediger Uhlenhorster HC en het Russische Izmaylovo Moskou. In de 1/8ste finale versloegen ze de toenmalige Duitse kampioen Rot-Weiss Köln met 2-1 en in de kwartfinale ging Dragons er tegen Reading HC uit na het nemen van shoot-outs. Het seizoen 2011-2012 bevestigde de Dragons door als eerste Belgische club een medaille te pakken in de EHL. Sinds de eerste deelname in 2010 wist het herenteam zich telkens te kwalificeren voor de Euro Hockey League en bereikte de club drie keer de Final Four in de EHL. Daarin pakte het voor de derde keer in de geschiedenis de bronzen medaille. 
De dames van hun kant spelen sinds 1989 onafgebroken in de hoogste afdeling van de veldcompetitie. De laatste prijs van de Dragonettes dateert van seizoen 1996-1997 toen ze de landstitel in de zaalcompetitie binnenhaalden. Eerder behaalden ze in seizoen 1993-'94 de dubbel (Beker van België en landskampioen) in de veldcompetitie. Het voorbije decennium streden de dames van Dragons altijd om een plaats in de play-offs, maar verder dan een halve finale geraakten zij niet.

## Structuur

### Bestuur
| Periode     | Voorzitter        |
| ----------- | ----------------- |
| 1946 - ?    | Louis Lille       |
|             | Jean Marynen      |
|             | Guy Hopchet       |
|             | Jacques Daems     |
|             | Thierry Decostere |
| 2005 - 2006 | Patrick Celis     |

| Periode      | Voorzitter                  |
| ------------ | --------------------------- |
| 2006 - 2012  | Jean-Pierre Speleers        |
| 2012 - 2013  | Luc Thys                    |
| 2013 - 2019  | Johannes Borstiap           |
| 2019 - 2023  | Philippe Nowé               |
| 2023 - heden | Philippe Nowé Renaud Stiers |

### Sportieve leiding
| Periode     | Hoofdcoach     |
| ----------- | -------------- |
| 1997 - 1997 | Serge Pilet    |
|             | Bert Wentinck  |
|             | Ronald Hugers  |
|             | Jay Stacey     |
|             | Bart Van Lidth |
| 2009 - 2011 | Colin Batch    |

| Periode      | Hoofdcoach          |
| ------------ | ------------------- |
| 2011 - 2013  | Eric Verboom        |
| 2013 - 2019  | Jean Willems        |
| 2019 - 2021  | Gilles van Hesteren |
| 2021 - 2022  | Dennis Dijkshoorn   |
| 2022         | Michael Cosma       |
| 2022 - heden | Craig Fulton        |

## Palmares

### Dames
- 1x Landskampioen (veld): 1994
- 1x Winnaar Beker van België (veld): 1994
- 1x Landskampioen (zaal): 1997
- 2x  Eurohockey Club Trophy: 2022[13] en 2023[14]

#### Wedstrijden in de Club Trophy
| Seizoen   | Ronde      | Thuis             | Uit              | Score |
| --------- | ---------- | ----------------- | ---------------- | ----- |
| 2021-2022 | groepsfase | KHC Dragons       | EHC Olten        | 10-0  |
|           | groepsfase | East Grinstead HC | KHC Dragons      | 1-3   |
|           | groepsfase | KHC Dragons       | MSC Sumchanka    | 2-1   |
|           | finale     | Mannheimer HC     | KHC Dragons      | 0-1   |
| 2022-2023 | groepsfase | Dragons           | MSC Sumchanka    | 7-0   |
|           | groepsfase | HF Lorenzoni      | KHC Dragons      | 0-5   |
|           | groepsfase | KHC Dragons       | HC 1972 Rakovník | 16-0  |
|           | finale     | KHC Dragons       | Mannheimer HC    | 1-0   |

### Heren
- 12x Landskampioen (veld): 1997, 1999, 2000, 2001, 2003, 2010, 2011, 2015, 2016, 2017, 2018 en 2021
- 1x Landskampioen (zaal): 1999
- 3x Winnaar Beker van België (veld): 1993, 2002 en 2005
- 2x  EuroHockey Club Champions Trophy: 2001
- 2x  EuroHockey Cup Winners Trophy: 2003 en 2005
- 1x  Euro Hockey League: 2013
- 3x  Euro Hockey League: 2012, 2014 en 2017

#### Wedstrijden in de Euro Hockey League
| Seizoen   | Ronde          | Thuis               | Uit                   | Score          |
| --------- | -------------- | ------------------- | --------------------- | -------------- |
| 2010-2011 | groepsfase     | Ismajlovo Moskou    | KHC Dragons           | 1-5            |
|           | groepsfase     | KHC Dragons         | UHC Hamburg           | 4-2            |
|           | 1/8ste finale  | KHC Dragons         | Rot-Weiss Köln        | 3-2            |
|           | kwartfinale    | KHC Dragons         | Reading HC            | 2-2 (3-4 n.s.) |
| 2011-2012 | groepsfase     | Rot-Weiss Wettingen | KHC Dragons           | 0-7            |
|           | groepsfase     | KHC Dragons         | HC Rotterdam          | 5-4            |
|           | 1/8ste finale  | KHC Dragons         | Dinamo Elektrostal    | 2-0            |
|           | kwartfinale    | KHC Dragons         | Reading HC            | 3-1            |
|           | halve finale   | UHC Hamburg         | KHC Dragons           | 2-2 (4-3 n.s.) |
|           | kleine finale  | KHC Dragons         | HC Rotterdam          | 3-3 (4-3 n.s.) |
| 2012-2013 | groepsfase     | KHC Dragons         | Saint-Germain         | 2-1            |
|           | groepsfase     | Reading HC          | KHC Dragons           | 3-4            |
|           | 1/8ste finale  | KHC Dragons         | Lisnagarvey HC        | 7-2            |
|           | kwartfinale    | Reading HC          | KHC Dragons           | 1-5            |
|           | halve finale   | KHC Dragons         | Rot-Weiss Köln        | 3-3 (9-8 n.s.) |
|           | finale         | KHC Dragons         | HC Bloemendaal        | 0-2            |
| 2013-2014 | groepsfase     | KHC Dragons         | Club de Campo         | 2-1            |
|           | groepsfase     | Dinamo Kazan        | KHC Dragons           | 0-3            |
|           | 1/8ste finale  | Kampong             | KHC Dragons           | 2-2 (5-6 n.s.) |
|           | kwartfinale    | HC Rotterdam        | KHC Dragons           | 0-1            |
|           | halve finale   | KHC Dragons         | Oranje Zwart          | 0-3            |
|           | kleine finale  | Racing              | KHC Dragons           | 1-2            |
| 2014-2015 | 1/8ste finale  | Harvestehuder THC   | KHC Dragons           | 2-6            |
|           | kwartfinale    | HC Bloemendaal      | KHC Dragons           | 4-3            |
| 2015-2016 | 1/8ste finale  | KHC Dragons         | Atlètic Terrassa      | 1-1 (3-4 n.s.) |
| 2016-2017 | 1/8ste finale  | KHC Dragons         | Racing                | 2-1            |
|           | kwartfinale    | KHC Dragons         | Racing Club de France | 5-1            |
|           | halve finale   | KHC Dragons         | Rot-Weiss Köln        | 3-5            |
|           | kleine finale  | Wimbledon           | KHC Dragons           | 1-3            |
| 2017-2018 | 1/8ste finale  | KHC Dragons         | HC Bloemendaal        | 0-8*           |
|           | plaatsing 8-16 | KHC Dragons         | Three Rock Rovers     | 20-10*         |
| 2018-2019 | 1/8ste finale  | KHC Dragons         | Three Rock Rovers     | 4-2            |
|           | kwartfinale    | KHC Dragons         | Waterloo Ducks        | 1-1 (2-3 n.s.) |

(*)In het seizoen 2017-2018 telden veldgoals dubbel.

## Bekende (ex-)spelers
- Emily Beatty
- Joe Brennan
- Thomas Briels
- Jean-Philippe Brulé
- Timo Bruinsma
- Stephen Butler
- Louise Cavenaile
- Jimena Cedrés
- Cédric Charlier
- Mathew Cobbaert
- Erica Coppey
- Stephanie De Groof
- Jérôme Dekeyser
- Nicolás Della Torre
- Félix Denayer
- Bernard Dewamme
- Mike Dewever
- Daan Drijver
- Thomas François
- Patrick Gierts
- Kyle Good
- Matteo Gryspeerdt
- Conor Harte
- Alexander Hendrickx
- Antoine Legrain
- Manu Leroy
- Kate Lloyd
- Michel Lootens
- Loïck Luypaert
- Eugene Magee
- Valerie Magis
- Delphine Marien
- Lucas Martínez
- Geoff McCabe
- Shirley McCay
- Barbara Nelen
- Shane O'Donoghue
- Erik Parlevliet
- Laura Patriarche
- Nicolas Poncelet
- Luc Putters
- Emma Puvrez
- Abigail Raye
- Xavier Reckinger
- Stephanie Rummens
- Graham Shaw
- Justin Sheriff
- Kirk Shimmins
- Manon Simons
- Emilie Sinia
- Emmanuel Stockbroekx
- Jeffrey Thys
- Chiara Tiddi
- Dominic Uher
- Florent van Aubel
- Michel van den Boer
- Arthur Van Doren
- Loïc Van Doren
- Lieselotte Van Lindt
- Manuela Vilar del Valle
- Tobias Walter
- Michael Watt
- Victor Wegnez
- Jean Willems